# Поток Ары
Поток Ары (лат. Ara Fluctus) — область, покрытая застывшими потоками лавы на поверхности самого большого спутника Сатурна — Титана.

## География и геология
Координаты — 39°48′ с. ш. 118°24′ з. д. / 39,8° с. ш. 118,4° з. д.. Максимальный размер — 70 км. На юго-западе от него находится 78-километровый ударный кратер Сой. Поток Ары был обнаружен на снимках с космического аппарата «Кассини».

## Эпоним
Назван в честь Ара Прекрасного — легендарной армянской персоны. Название было утверждено Международным астрономическим союзом 2007 году.